# إلفيس أنطوان
إلفيس أنطوان (بالإنجليزية: Elvis Antoine)‏ هو لاعب كرة قدم ومدرب كرة قدم موريشيوسي، ولد في 17 أبريل 1965 في موريشيوس. شارك مع منتخب موريشيوس لكرة القدم.

## وصلات خارجية
- إلفيس أنطوان على موقع الاتحاد الدولي (مؤرشف)  (الإنجليزية)
- إلفيس أنطوان على موقع قاعدة بيانات كرة القدم.إي يو (الإنجليزية)
- إلفيس أنطوان على موقع ناشيونال فوتبول تيمز (الإنجليزية)